# 24138 Benjaminlu
24138 Benjaminlu è un asteroide della fascia principale. Scoperto nel 1999, presenta un'orbita caratterizzata da un semiasse maggiore pari a 2,2809941 UA e da un'eccentricità di 0,0892300, inclinata di 6,39141° rispetto all'eclittica.